# Paul Veyne
Paul Veyne, född 13 juni 1930 i Aix-en-Provence, död 29 september 2022 i Bédoin, var en fransk historiker och arkeolog. Veyne, som hade antikens Rom som specialitet, var professor vid universitetet i Provence och senare hedersprofessor vid Collège de France. År 2021 tilldelades han Franska senatens medalj.